# Tak jsme lajkovali
Tak jsme lajkovali je kniha Dominika Feriho z roku 2016.

## Obsah
Kniha je spíše sborníkem, jak ji sám Feri označil, který se skládá z rozhovorů s osobnostmi spojenými s aktuálním děním na internetu, zejména pak na sociálních sítích; ty jsou proloženy glosami autora. Zajímavostí je zvolený čtvercový formát a horizontální orientace textu.

### Rozhovory
Kniha obsahuje celkem 41 rozhovorů s následujícími osobnostmi:
- Michal Horáček
- Michal Skřivan
- Honza Palička
- Jakub Janda
- Drahomíra Jůzová
- Lukáš Hejlík
- Michal Zlatkovský
- Ladislav Zibura
- Ondřej Chutný
- Marek Prchal
- Dan Přibáň
- Ondřej Kobza
- Vladimir 518
- Adam Gebrian
- Matěj Hollan
- Jakub Horák
- Pavla Horáková
- Jaroslav Cerman
- Jan Vrobel
- Eugel Kukla
- Jiří Ovčáček
- Filip Horký
- Jan Šibík
- Martin Konvička
- Josef Šlerka
- Pavel Novotný
- Zdeněk Škromach
- Láďa Hruška
- Luděk Staněk
- Kamil Fila
- Martin Fryč
- Janek Rubeš
- Nikol Štíbrová
- Ivo Bystřičan
- Orion
- Václav Dejčmar
- Kateřina Vacková
- Filip Čermák
- Martin Jaroš
- Jarda Konáš
- Michael Třeštík

### Glosy
Glosy se nachází zhruba na každé třetí stránce, dohromady je jich v knize obsaženo okolo dvou set. Mnoho z nich pochází z Facebooku či Twitteru Dominika Feriho.

## Recenze
| Zdroj          | Hodnocení |
| -------------- | --------- |
| ČBDB           | 74 %      |
| iLiteratura.cz | 70 %      |
| Databáze knih  | 45 %      |

Servery Novinky.cz a iDNES.cz se o knize vyjádřili vesměs pozitivně. Oba servery poukázali na podobnost některých rozhovorů s dotazníkem: „Některé z nich totiž silně připomínají spíše dotazník, seznam zaslaných otázek a odpovědí než rozhovor, a to jim ubírá na atraktivitě.“ Na druhé straně vyzdvihly přínos knihy jako obraz dnešní doby pro budoucí generace. Sám Feri v úvodu píše: „Tato kniha má být přečtena, posléze umístěna do knihovny a vytáhnuta v době létajících aut, teleportu a chleba, který nepadá na namazanou stranu.“